# New Statesman
New Statesman este o revistă politică și culturală britanică publicată la Londra. A fost fondată de soții Sidney și Beatrice Webb la 12 aprilie 1913 ca o revistă săptămânală pe teme politice și literare, cu sprijinul unor membri proeminenți ai organizației socialiste britanice Fabian, precum George Bernard Shaw, care a fost director fondator.
Astăzi, revista este un hibrid tipărit-digital. Potrivit propriei prezentări, ea are o poziție politică liberală, progresistă. Jason Cowley, redactorul-șef al revistei, a descris New Statesman ca o publicație „a stângii, pentru stânga”, dar și ca „o revistă politică și literară”, cu o politică „sceptică”.
Revista a fost fondată de către membrii Societății Fabian ca o publicație săptămânală cu tematică politică și literară. Cel mai longeviv redactor-șef a fost Kingsley Martin (1930-1960), iar actualul redactor-șef este Jason Cowley, care a preluat acest post în 2008. Revista a recunoscut și publicat noi scriitori și critici și, de asemenea, a încurajat carierele unor autori importanți. Printre colaboratorii săi s-au numărat John Maynard Keynes, Bertrand Russell, Virginia Woolf, Christopher Hitchens și Paul Johnson.
În plan istoric, revista a fost menționată într-un mod afectuos ca „The Staggers” din cauza crizelor referitoare la finanțare, proprietate și tiraj. Porecla este folosită acum ca titlu al blogului său politic.
Tirajul a atins maximul în anii 1960, dar a crescut din nou în ultimii ani. În 2016 tirajul mediu certificat a fost de 34.025 de exemplare. Traficul pe site-ul revistei în acel an a atins un nivel maxim nou, cu 27 de milioane de vizualizări de pagini și patru milioane de vizitatori unici. Site-urile asociate sunt CityMetric, Spotlight și NewStatesman Tech. În anul 2018 a fost lansată publicația New Statesman America.

## Primii ani
New Statesman a fost fondată în 1913 de Sidney și Beatrice Webb, cu sprijinul lui George Bernard Shaw și al altor membri proeminenți ai Fabian Society. Membrii societății Fabian au susținut anterior revista The New Age, care s-a îndepărtat însă prin 1912 de principiile politice promovate de această organizație socialistă, printre care și dreptul de vot pentru femei. Primul redactor-șef al New Statesman a fost Clifford Sharp, care a rămas în această funcție până în 1928. Criticul teatral Desmond MacCarthy s-a alăturat revistei în 1913 și a devenit redactor literar, iar în 1928 l-a recrutat în colectivul redacțional pe scriitorul și criticul literar Cyril Connolly. În timpul Primului Război Mondial J.C. Squire a editat revista, înlocuindu-l temporar pe Sharp, care fusese mobilizat în Artileria Regală și apoi fusese trimis în Suedia ca emisar al Foreign Office.
În noiembrie 1914, la trei luni de la începutul războiului, New Statesman a publicat un lung supliment antirăzboinic al lui Shaw, intitulat „Common Sense About The War”, o disecție înfiorătoare a cauzelor sale, în care au fost criticate aspru toate națiunile implicate și în special britanicii. El a fost vândut până la sfârșitul anului în 75.000 de exemplare fenomenale și a produs senzație pe plan internațional. New York Times l-a retipărit odată cu începerea în America a unei discuții îndelungate cu privire la intrarea în ceea ce era numit atunci „Războiul European”.
În ultimii doi ani ai lui Sharp în acest post, începând din jurul anului 1926, el a suferit din cauza alcoolismului cronic, iar revista a fost redactată de adjunctul său, Charles Mostyn Lloyd. Deși soții Webb și majoritatea membrilor societății Fabian erau susținători ai Partidului Laburist, Sharp era atras din ce în ce mai mult de liberalii lui Asquith.
Lloyd a rămas la conducere după plecarea lui Sharp până la numirea lui Kingsley Martin ca redactor-șef în 1930 - un post pe care Martin l-a deținut timp de 30 de ani.

## 1931–1960: Kingsley Martin
În 1931 New Statesman a fuzionat cu săptămânalul liberal The Nation and Athenaeum și și-a schimbat numele în New Statesman and Nation, pe care l-a păstrat până în 1964. Președintele consiliului de redacție al revistei The Nation and Athenaeum a fost economistul John Maynard Keynes, care a ajuns să aibă o influență importantă asupra noii publicații, care a avut inițial un tiraj mai mic de 13.000 de exemplare. Revista a absorbit, de asemenea, The Week-end Review în 1934 (un element care a supraviețuit a fost concursul săptămânal din New Statesman, iar un altul a fost secțiunea „This England”). Concursul, la care cititorii au trimis glume și adesea parodii și pastișe ale operelor literare ale unor autori celebri, a devenit una dintre cele mai cunoscute secțiuni ale revistei. Astfel, Graham Greene a câștigat premiul al doilea într-o încercare de a-și parodia propria sa creație.
În cursul anilor 1930 New Statesman, sub conducerea lui Martin, s-a reorientat în mod evident către stânga politică. Revista a dobândit un puternic accent antifascist și pacifist, opunându-se reînarmării britanice. După Anschluss-ul din 1938, Martin a scris: „Astăzi, dacă domnul Chamberlain ar veni în fața noastră și ne-ar spune că politica lui a fost în realitate nu numai una de izolare, ci și una antiexpansionistă, în care trebuia abandonat Imperiul, deoarece nu putea fi apărat și în care trebuia abandonată apărarea militară deoarece războiul va pune capăt civilizației, noi l-am susține din toată inima”.
Revista a provocat alte controverse prin prezentarea favorabilă a Uniunii Sovietice sub conducerea lui Iosif Stalin . În 1932 Keynes a scris o recenzie a cărții lui Martin despre Uniunea Sovietică, Low's Russian Sketchbook. Keynes a susținut că Martin era „poate puțin prea plin de bunăvoință” față de Stalin și că orice îndoială cu privire la guvernarea lui Stalin a fost „trecută cu vederea cât a fost posibil”. Martin a fost iritat de articolul lui Keynes, dar a permis totuși tipărirea lui. Într-un editorial din 17 septembrie 1932, revista a acuzat presa conservatoare britanică că a prezentat în mod fals politica agricolă a Uniunii Sovietice, dar a adăugat că „gravitatea situației alimentare nu este un secret și nici o invenție”. Revista a apărat politica de colectivizare sovietică, dar a susținut, de asemenea, că politica „s-a derulat mult prea repede și a pierdut cooperarea fermierilor”. În 1934 a fost publicat aici un interviu cu Stalin realizat de H.G. Wells. Deși era un simpatizant al Uniunii Sovietice, Wells nu a fost de acord cu Stalin în mai multe aspecte. Dezbaterea a avut ca rezultat apariția altor câtorva articole în revistă; într-unul dintre ele, George Bernard Shaw l-a acuzat pe Wells că a fost necuviincios față de Stalin în timpul interviului.
În anul 1938 Martin a refuzat să publice cunoscutele corespondențe ale lui George Orwell de la Barcelona în timpul Războiului Civil Spaniol, deoarece comuniștii erau criticați pentru suprimarea anarhiștilor și a Partidului Muncitoresc de Unificare Marxistă (POUM). „Este un fapt nefericit”, i-a scris Martin lui Orwell, „că orice critică ostilă a actualului regim rus poate fi considerată ca propagandă împotriva socialismului”. Martin a refuzat, de asemenea, să permită vreunuia dintre redactorii revistei să scrie o recenzie a cărții antistaliniste Revoluția trădată a lui Lev Troțki.
Martin a devenit mai critic față de Stalin după încheierea pactului Hitler-Stalin, susținând că Stalin „adoptă tehnica familiară a Führerului” și adăugând: „Ca și Hitler, el [Stalin] disprețuiește toate argumentele, cu excepția celui al forței superioare”. Revista a condamnat, de asemenea, invadarea Finlandei de către URSS.roman

## După Kingsley Martin
Statesman a achiziționat săptămânalul New Society în 1988 și a fuzionat cu aceasta devenind New Statesman and Society pentru următorii opt ani și apoi revenind la vechiul titlu, după ce a absorbit între timp publicația Marxism Today în 1991. În 1993 Statesman a fost dat în judecată de prim-ministrul John Major după ce a publicat un articol în care a lansat zvonul că Major ar avea o aventură extramaritală cu o angajată din Downing Street. Deși acțiunea legală a fost soluționată în afara instanței pentru o sumă minimă, cheltuielile judiciare suportate de revistă aproape că au dus la închiderea acesteia.

## Din 1996
New Statesman a fost salvat de la faliment prin preluarea participației majoritare de către omul de afaceri Philip Jeffrey, dar în 1996, după discuții aprinse cu privire la planurile lui Jeffrey, el a fost vândut lui Geoffrey Robinson, om de afaceri și parlamentar laburist. În urma demisiei lui Steve Platt, Robinson a numit la conducerea revistei un fost redactor al ziarului The Independent, Ian Hargreaves, pentru ceea ce era la vremea respectivă un salariu foarte mare. Hargreaves a concediat majoritatea personalului cu orientări politice de stânga și a transformat Statesman într-un susținător puternic al liderului laburist Tony Blair.
În aprilie 2008 Geoffrey Robinson a vândut o participație de 50% afaceristului Mike Danson, iar restul un an mai târziu. Numirea noului redactor, Jason Cowley, a fost anunțată la 16 mai 2008, dar acesta a preluat funcția abia la sfârșitul lunii septembrie 2008.

## Redactori-șefi ai revistei
| - Clifford Sharp (1913–1928) - Charles Mostyn Lloyd (1928–1931) - Kingsley Martin (1931–1960) - John Freeman (1961–1965) - Paul Johnson (1965–1970) - Richard Crossman (1970–1972) - Anthony Howard (1972–1978) - Bruce Page (1978–1982) - Hugh Stephenson (1982–1986) | - John Lloyd (1986–1987) - Stuart Weir (1987–1991) - Steve Platt (1991–1996) - Ian Hargreaves (1996–1998) - Peter Wilby (1998–2005) - John Kampfner (2005–2008) - Sue Matthias (redactor-șef interimar, 2008) - Jason Cowley (2008–) |

## Legături externe
- New Statesman
- The Spirit of Che Guevara de I F Stone, New Statesman 20 octombrie 1967
- New Statesman Archive, 1944–1988